# Carlos García Solórzano
Carlos José García Solórzano (Managua, 30 de abril de 1931 - 18 de septiembre de 2014) fue un militar y dirigente deportivo nicaragüense del béisbol a nivel continental y mundial. Se desempeñó en ocupaciones tan disimiles como detective, agente aduanero y funcionario gubernamental.
Es reconocido como el principal gestor de la incorporación de este deporte en el programa de los Juegos Olímpicos de Verano,[cita requerida] iniciando con el torneo de exhibición en los juegos olímpicos de Los Ángeles 1984.
Carlos García dejó una gran huella en el deporte nicaragüense, al ser el fundador de sus principales estructuras organizativas y el responsable del nacimiento del béisbol federado en Nicaragua.

## Biografía

### Militar
Carlos García fue el Cadete No. 358 y graduado en la Séptima Promoción de Cadetes de la Academia Militar de Nicaragua, Clase 1948-1952. Hizo estudios especializados de investigación en el FBI (Estados Unidos) y policiales en Perú, pero su gran pasión fueron los deportes, principalmente el béisbol.

### Fundador del CON
En 1959, fundó la Federación Nicaragüense de Béisbol Asociado (FENIBA), Federación Nicaragüense de Fútbol (FENIFUT), Federación Nicaragüense de Atletismo, Federación Nicaragüense de Boxeo Aficionado (FENIBOXA), y la Federación Nicaragüense de Tenis de Mesa. Con estas federaciones deportivas nacionales, fundó el Comité Olímpico Nicaragüense con el propósito que delegaciones deportivas nicaragüenses pudieran acudir los Juegos Panamericanos de Chicago de ese mismo año.

### Fundador de Pequeñas Ligas
En su labor de investigador fue asignado para las indagaciones en un caso de resonancia nacional, el robo de una caja fuerte cuyo contenido era cuantioso, propiedad de una reconocida empresaria. García hizo revelaciones que implicaban a altos oficiales de la Guardia Nacional de Nicaragua, lo que ocasionó que en 1962 fuese "desterrado" al puerto de Corinto en donde instaló una agencia aduanera. A la vez, se dedicó a la organización de las Pequeñas Ligas de Béisbol, afiliándose a Williamsport y formó una Selección Nacional Infantil que ganó el Campeonato Latinoamericano de Béisbol de Pequeñas Ligas.

### Béisbol de primera división
A partir de 1970, organizó los primeros torneos de Béisbol de Primera División en Nicaragua y asumiendo retos, logró el montaje de las Series Mundiales de Béisbol Aficionado de 1972, 1973 y 1994. También, realizó el montaje de la Copa Intercontinental de Béisbol Aficionado de 1977.

### Dirigente deportivo
Con la división del béisbol mundial en 1974, un grupo de países se separó de la Federación Internacional de Béisbol Aficionado (FIBA) y fundaron la Federación Mundial de Béisbol Aficionado (FEMBA). 
Para 1975, García fue designado Presidente de la FEMBA. Demostrando su liderazgo nato dedicó sus esfuerzos en lograr la unión del béisbol mundial, promoviendo la candidatura del cubano Manuel González Guerra para la presidencia de la naciente AINBA, resultando el mismo electo como Vicepresidente Ejecutivo.

### Encarcelamiento
En 1980 publicó en México su libro "Béisbol para siempre" que fue traducido al inglés y japonés. El gobierno sandinista lo captura y enjuicia por contrarrevolucionario, estando en la cárcel fue elegido Presidente de AINBA en el Congreso de Tokio, Japón.
Después de cuatro años y medio de cárcel, es liberado por gestiones de João Havelange, Presidente de la FIFA y parte hacia el exilio en Estados Unidos donde se destaca como impulsor de la Comunidad Nicaragüense de Miami. Allí organizó la Liga Nicaragüense de Béisbol que tuvo como sede el Estadio Bobby Maduro.

### Ministerio de Deportes
Regresó a Nicaragua en abril de 1990 después del triunfo electoral la coalición de partidos Unión Nacional Opositora, que llevó a la presidencia del país a Violeta Barrios de Chamorro. Se integra al gabinete ministerial como Viceministro del Instituto Nicaragüense de Deportes (IND), acompañando al recordado Sucre Frech. En 1991, tras el fallecimiento de Frech es nombrado ministro.
Con la ayuda de Peter O'Malley, Presidente del equipo Dodgers de Los Ángeles y su amigo personal, se construye el Estadio "Amistad Dodgers" que actualmente es parte del Complejo Deportivo del Instituto Nicaragüense de la Juventud y el Deporte (INJUDE).

### Fundador de CODICADER
En 1992 junto con los restantes Ministros de Deportes de Centroamérica, funda el Consejo del Istmo Centroamericano de Deporte y Recreación (CODICADER), y bajo su presidencia se inician los Juegos Deportivos Estudiantiles Centroamericanos en 1996.

### Dirigente delsigloXX
En el año 2000 es escogido como el "Dirigente del Siglo XX" en Nicaragua por el Salón de la Fama del Deporte Nicaragüense.

## Fallecimiento
En la noche del jueves 18 de septiembre de 2014, a causa de cáncer en el hígado, falleció en el Hospital Militar de Managua a los 83 años de edad.
Cumpliendo un deseo expresado en vida, su cuerpo fue cremado, una porción de sus cenizas fueron puestas en una urna dentro del Salón de la Fama del Deporte Nicaragüense, el que fundó en 1994, ubicado en el Estadio Nacional Denis Martínez, actual Estadio Stanley Cayasso, mientras que, otra porción fue colocada en la cripta familiar en el Cementerio General de Managua.